# Торгаши (деревня)
Торгаши — упразднённая деревня в Барабинском районе Новосибирской области. На момент упразднения входил в состав Шубинского сельсовета. Исключена из учётных данных в 1968 году.

## География
Деревня располагалась к северу от железнодорожной линии Омск — Новосибирск, в 7,5 км к северо-западу от села Шубинское.

## История
Деревня Торгаши была основана в 1777 г. В 1926 году деревня состоял из 57 хозяйств. В административном отношении входила в состав Голдобинского сельсовета Барабинского района Барабинского округа Сибирского края.
Решением Новосибирского облисполкома от 31.12.1968 г. деревня Торгаши исключена из учётных данных.

## Население
По переписи 1926 г. в деревне проживало 293 человека (142 мужчины и 151 женщина), основное население — русские